# Доросины
Дороси́ны (укр. Доросині) — село в Луцком районе Волынской области Украине. Административный центр Доросиневской сельской общины.
До 2020 года входило в Рожищенский район.
Код КОАТУУ — 0724581901. Население по переписи 2001 года составляет 1037 человек. Почтовый индекс — 45133. Телефонный код — 3368. Занимает площадь 41,02 км².